# Hôpital Colônia de Barbacena
L'Hôpital Colônia est un hôpital psychiatrique fondé en 1903 et fermé en 1980 après une campagne d'information du mouvement anti-asile brésilien. L'institution était située dans la ville  de Barbacena, dans le Minas Gerais. Selon des estimations officielles, plus de 60 000 personnes sont mortes dans les services de garde à la suite de fautes médicales et de tortures, et ce jusqu'à sa fermeture. Le psychiatre italien Franco Basaglia a comparé l'endroit à un camp de concentration nazi. En 2013, la journaliste brésilienne Daniela Arbex a publié un ouvrage d'investigation intitulé "O Holocausto Brasileiro" (" L'holocauste brésilien "), qui raconte l'histoire des survivants et des victimes.

## A propos
L'Hôpital Colônia (" Colonie ", en portugais brésilien ) fut fondé en 1903. Son premier directeur était le Dr Joaquim Antônio Dutra. Colônia avait une capacité d'accueil de 200 patients. Situé dans la ville de Barbacena, à 150 km de la capitale de l'État du Minas Gerais, de Belo Horizonte et au cœur des montagnes de Mantiqueira, l'hôpital était la référence nationale  des soins psychiatriques au XXe siècle. Ceux qui avaient besoin de soins médicaux étaient envoyés en train à Barbacena depuis tout le Brésil. Ces transports étaient si courants qu'ils ont pris l'expression régionale " trem de doido " (= "train fou") 
En 1960, Colônia, avec une capacité de traitement excessive, comptait plus de 5 000 patients. La plupart d'entre eux n'étaient que partiellement habillées, certains complètement nus, et contraints au travail, y compris des enfants, des personnes âgées et des personnes handicapées. Au moins 16 personnes y sont mortes chaque jour en raison de maladies, de malnutrition, de chocs thermiques dus à des expositions basses températures et à des douches écossaises, de traitements électroconvulsifs, ou assassinées. Les membres du personnel ont bénéficié des restes des patients décédés, souvent passés en contrebande dans des universités du pays. Chaque fois que la demande était faible, les corps étaient simplement dissous dans de l'acide ou enterrés dans des terrains proches. Plus de 70% des patients n’ont jamais reçu de diagnostic de trouble psychologique ; Ils étaient placés sous surveillance permanente pour des raisons politiques ou en raison de stigmas sociaux. La plupart étaient des alcooliques, des épileptiques, des prostituées, des homosexuels, des enfants non désirés, des sans - abri, des femmes dont la virginité avait disparu avant le mariage, des ennemis de l'élite locale ou simplement considérés comme " inadéquats " selon les normes sociales du siècle dernier, telles que les hommes timides et les femmes ayant un sens du leadership. Il est également notoire qu'une bonne partie de la population de Colônia était d'origine africaine .
En 1980, sous la pression des médias, le mouvement national anti-asile a réussi à fermer l'institution et à transférer les très rares survivants à une prise en charge adéquate tout en recevant une indemnisation de l'État.
En 1996, il a été transformé en " Museu da Loucura " (portugais brésilien: " Musée de la folie ") 